# Ampelosucta illata
Ampelosucta illata är en tvåvingeart som beskrevs av Stefani 1912. Ampelosucta illata ingår i släktet Ampelosucta och familjen gallmyggor.
Artens utbredningsområde är Italien. Inga underarter finns listade i Catalogue of Life.